# グーグル・ウェブサーバ
グーグル・ウェブサーバ (Google Web Server, 略称 GWS)は、グーグルが自社のウェブサービスの基幹に使用しているウェブサーバソフトの名前である。
Netcraftが2009年10月に行ったウェブサーバの調査によると、グーグル・ウェブサーバは全てのドメインに対して6.00%のシェアを持つ、第4位のウェブサーバソフトで、アクティブサイトに限れば13.56%のシェアを持つ、第3位のウェブサーバソフトだった 。
グーグルは、グーグル・ウェブサーバがカスタム・メイドされたサーバにインストールされたLinux上で動いていることを除いて、意図的にその詳細について明らかにしていない。グーグルは、内部で使うためにオープンソースなソフトウェアに独自に手を加える傾向があるので、グーグル・ウェブサーバも、Apacheに独自に手を加えたものであるという推測がある。
このウェブサーバは、https://www.google.com/にアクセスしたときのレスポンスヘッダを見ることで確認できる。
```
Connection: Keep-Alive

Proxy-Connection: Keep-Alive

Content-Length: 221

Date: Fri, 14 Aug 2009 06:38:37 GMT

Location: 
https://www.google.com/

Content-Type: text/html; charset=UTF-8

Server: 
gws

Cache-Control: private
```

## References
1. ↑  “October 2009 Web Server Survey”.   Netcraft (2009年10月17日). 2009年10月24日閲覧。
2. ↑  “Study: Google runs more than 10 million Web sites”.   cnet (2008年10月30日). 2010年1月29日閲覧。
3. ↑  “Google Operating System” (2007年9月17日). 2010年1月29日閲覧。